# Maxim Tomilov
Maxim Tomilov (rusky: Максим Томилов; * 8. prosince 1985 Kirov) je ruský horolezec a reprezentant v ledolezení, mistr světa a Evropy v ledolezení na obtížnost. Vítěz celkového hodnocení světového poháru v ledolezení na obtížnost i rychlost.
Ledolezení se věnuje také jeho starší bratr Alexej Tomilov, mistr světa i Evropy.

## Výkony a ocenění
- 2012: vítěz celkového hodnocení světového poháru, mistr Evropy
- 2014: vítěz celkového hodnocení světového poháru, vicemistr Evropy
- 2015: mistr světa, vítěz celkového hodnocení světového poháru
- 2016: vítěz celkového hodnocení světového poháru
- 2018: vítěz celkového hodnocení světového poháru, vicemistr Evropy
- 2019: vicemistr světa

### Závodní výsledky
| Mistrovství světa v ledolezení | Mistrovství světa v ledolezení | Mistrovství světa v ledolezení | Mistrovství světa v ledolezení | Mistrovství světa v ledolezení | Mistrovství světa v ledolezení | Mistrovství světa v ledolezení | Mistrovství světa v ledolezení |
| Rok                            | 2007                           | 2009                           | 2011                           | 2013                           | 2015                           | 2017                           | 2019                           |
| ------------------------------ | ------------------------------ | ------------------------------ | ------------------------------ | ------------------------------ | ------------------------------ | ------------------------------ | ------------------------------ |
| Obtížnost                      | —                              | 3                              | 4                              | 17                             | 1                              | 27-32                          | 2                              |
| Rychlost                       | 40                             | ?                              | 4                              | 18                             | 7                              | —                              | —                              |

| Světový pohár v ledolezení | Světový pohár v ledolezení | Světový pohár v ledolezení | Světový pohár v ledolezení | Světový pohár v ledolezení | Světový pohár v ledolezení | Světový pohár v ledolezení | Světový pohár v ledolezení | Světový pohár v ledolezení | Světový pohár v ledolezení | Světový pohár v ledolezení | Světový pohár v ledolezení | Světový pohár v ledolezení | Světový pohár v ledolezení | Světový pohár v ledolezení |
| Rok                        | 2007                       | 2008                       | 2009                       | 2010                       | 2011                       | 2012                       | 2013                       | 2014                       | 2015                       | 2016                       | 2017                       | 2018                       | 2019                       | 2020                       |
| -------------------------- | -------------------------- | -------------------------- | -------------------------- | -------------------------- | -------------------------- | -------------------------- | -------------------------- | -------------------------- | -------------------------- | -------------------------- | -------------------------- | -------------------------- | -------------------------- | -------------------------- |
| Obtížnost                  | 12                         | 7                          | 6-7                        | 3                          | 2                          | 1                          | 2                          | 1                          | 1                          | 1                          | 3                          | 1                          | —                          | 9                          |
| jednotlivě* (16/13/6)      | 11, -,6                    | 6, 9,4                     | 23, · ,6                   | 8,4, · ,7                  | , · 4,                     | , · ,5,                    | 17,, · ,                   | , · ,                      | , · ,7,                    | , · ,5                     | ,12, · ,                   | ,5, · ,                    | —                          | -,,-                       |
|                            |                            |                            |                            |                            |                            |                            |                            |                            |                            |                            |                            |                            |                            |                            |
| Rychlost                   | 9                          | 2                          | ?                          | 27-29                      | 3                          | 8                          | 15                         | 17                         | 12-13                      | 1                          | 23                         | —                          | —                          | —                          |
| jednotlivě* (2/1/1)        | 8,10                       | , · -,5                    | ?                          | -,-, 12,-                  | ,12, · 5,4                 | 6,14, · ,8,14              | 11,22, 16,9,18             | -,-, -,7                   | ,-,-, · -,-,7              | ,4, · 8,13                 | 11,-, -,-                  | —                          | —                          | —                          |

* pozn.: napravo jsou poslední závody v roce
| Mistrovství Evropy v ledolezení | Mistrovství Evropy v ledolezení | Mistrovství Evropy v ledolezení | Mistrovství Evropy v ledolezení | Mistrovství Evropy v ledolezení |
| Rok                             | 2012                            | 2014                            | 2016                            | 2018                            |
| ------------------------------- | ------------------------------- | ------------------------------- | ------------------------------- | ------------------------------- |
| Obtížnost                       | 1                               | 2                               | 4                               | 2                               |